# Gustav Conrad Bauer
Pour les articles homonymes, voir Bauer.
Gustav Conrad Bauer (18 novembre 1820, Augsbourg – 3 avril 1906, Munich) est un mathématicien bavarois, connu pour la transformation de Bauer-Muir, et les sections coniques de Bauer. Il a laissé une trace dans l'histoire des sciences comme directeur de thèse (Doktorvater) de Heinrich Burkhardt (en), qui est devenu l'un des deux membres du jury de la thèse de doctorat de Albert Einstein.

## Formation et famille
Gustav Bauer passe en 1837 son Abitur à Augsbourg au Gymnasium St Anna. Il a poursuivi ses études de mathématiques à l'école polytechnique d'Augsbourg et au sein des universités d'Erlangen, de Vienne et de Berlin. À l'Université Humboldt de Berlin, Bauer a reçu, en 1842, son doctorat sous la direction de Johann Peter Gustav Lejeune Dirichlet. À partir de 1842 Gustav Bauer poursuit ses études à Paris auprès de Joseph Liouville, ainsi que d'autres mathématiciens.
En 1862 Gustav Bauer épouse Amalie, la fille du Professeur Honorarius Nathanaël von Schlichtegroll. Ils ont deux filles et un fils Gustav junior, qui est devenu un ingénieur bien connu.

## Carrière professionnelle
Au début de sa carrière, Bauer postule pour un poste d'instituteur, mais il devient tuteur privé de 1845 à 1853, dans la maison royale de Prince Mihail Sturdza et son successeur le Prince Grigore V Ghica dans ce qui est maintenant la Roumanie. En 1857 Bauer passe trois mois en Angleterre et, à son retour en Allemagne il devient Privat-docent en mathématiques à la Faculté de l'Université Louis-et-Maximilien de Munich. Il obtient son habilitation à diriger des recherches et il devient en 1865 professeur extraordinarius, en 1869 professeur ordinarius, et en 1900 professeur émérite.
Les  recherches mathématiques de Bauer traitent d'algèbre, de problèmes géométriques, d'harmoniques sphériques, de la fonction gamma, et des fractions continues généralisées. En 1871, Bauer est élu membre de l'Académie bavaroise des sciences. En 1884, il est élu membre de l'académie Leopoldina. Parmi ses étudiants de doctorat figurent Heinrich Burkhardt (en), Eduard Ritter von Weber (en), et Christian August Vogler.

## Traces dans l'histoire des mathématiques
Dans la première lettre de Srinivasa Ramanujan à G. H. Hardy, l'un des théorèmes qui a impressionné Hardy était:
{\displaystyle 1-5\left({\frac {1}{2}}\right)^{3}+9\left({\frac {1\times 3}{2\times 4}}\right)^{3}-13\left({\frac {1\times 3\times 5}{2\times 4\times 6}}\right)^{3}+\cdots ={\frac {2}{\pi }}}
Cependant, Bauer avait déjà prouvé le théorème en 1859,. En utilisant un résultat de Bauer sur les fractions continues généralisées, Oskar Perron publie en 1952, la première preuve d'une autre formule de Ramanujan.

## Sélection de publications
- Von den Integralen gewisser Differential-Gleichungen, welche in der Theorie der Anziehung vorkommen, Wild, Münich, 1857
- « Von einigen Summen-und Differenzenformeln und den Bernouillschen Zahlen ». Journal für die reine und angewandte Mathematik, vol. 58, p. 292–300, 1861
- "Ueber Kegelschnitte." Journal für die reine und angewandte Mathematik, vol. 69, p. 293–318, 1868
- "Von der Zerlegung der Discriminante der cubischen Gleichung, welche die Hauptaxen einer Fläche zweiter Ordnung bestimmen, in eine Summe von Quadraten." Journal für die reine und angewandte Mathematik vol. 71, p. 40–45, 1869
- Über das Pascal'sche Theorem, in: Band 16 von Abhandlungen der Bayerischen Akademie der Wissenschaften, Mathematisch-Physikalische Klasse, Abhandlungen der Bayerischen Akademie der Wissenschaften, Mathematisch-Physikalische Klasse, Verlag der Akademie, München, 1873
- Gedächtnissrede auf Otto Hesse: gehalten in der öffentlichen Sitzung der k. b. Akademie der Wissenschaften zu München zur Feier ihres einhundert und dreiundzwanzigsten Stiftungstages am 28. März 1882,  Verlag der Akademie, München, 1882 (voir aussi Otto Hesse.)
- Von der Hesse'schen Determinante der Hesse'schen Fläche, einer Fläche dritter Ordnung, Verlag der Akademie, München, 1883
- Ueber die darstellung binärer formen als potenzsummen und insbesondere einer form vom grade 2 n̲ als eine summe von n̲ + 1 potenzen,  Druck der Akademischen buchdruckerei von F. Straub, München, 1892
- Erinnerungen aus meinen Studienjahren, insbesondere mit Rücksicht auf die Entwickelung der Mathematik in jener Zeit : Fest -Vortrag zum XVI. Stiftungs-Feste am 7. Juli 1893, Buchdh. H. Wolf & S., München, 1893
- Vorlesungen über Algebra, B.G. Teubner, Leipzig, 1903

## Sources
- Laetitia Boehm, Johannes Spörl, Universität München: Die Ludwig-Maximilians-Universität in ihren Fakultäten, Band 1,  Duncker & Humblot, Berlin, 1972,  (ISBN 3-428-02702-7), page 396.
- Michael-Markus Toepell: Mathematiker und Mathematik an der Universität München : 500 Jahre Lehre und Forschung,  Institut für Geschichte der Naturwissenschaften, München, 1996, page 193.
- Walther Killy and Rudolf Vierhaus (eds.): Deutsche Biographische Enzyklopädie. volume 1, K.G. Saur Verlag GmbH & Co. KG, München 1996,  (ISBN 3-598-23163-6), page 325.